# 圖伊馬濟
54°36′N 53°42′E / 54.600°N 53.700°E
圖伊馬濟（俄语：Туймазы́）是俄羅斯巴什科爾托斯坦共和國西部的一個城市，與首府烏法相距145公里。2002年人口66,687人。
1912年建立，1960年設市。